# Santa Fe International Corporation
De Santa Fe International Corporation was een olieboormaatschappij die in 1946 werd opgericht door Joe Robinson als Santa Fe Drilling Company.

## Boring
Robinson was een booropzichter bij de Union Oil Company (Unocal). Na de Tweede Wereldoorlog was er minder behoefte aan olie en deed Unocal net als veel andere oliemaatschappijen de dure boorafdeling van de hand. Met 61 collega's legde Robinson 250.000 dollar in en hij wist nog eens 600.000 dollar aan leningen te verkrijgen. Daarmee boden ze op acht boortorens die ze voor 750.000 dollar wisten te verkrijgen.
Aanvankelijk werd het hoofdkantoor gevestigd in Santa Fe Springs in Californië en in 1947 werd begonnen met boren in Californië, het jaar daarop gevolgd door boringen in Venezuela. Enkele jaren later werd geboord in de Neutrale Zone tussen Koeweit en Saoedi-Arabië. Het bedrijf werd uitgebreid tot het in 1954 21 boortorens aan het werk had in de Verenigde Staten, Europa, Noord-Afrika, Zuid-Amerika en het Midden-Oosten.
In 1956 werd ook begonnen met offshoreboringen in Trinidad waartoe het een boortoren die op land gebruikt werd op een jackup plaatste.
In 1963 werd de joint-venture Kuwait Drilling Company (KDC) gevormd met een groep Koeweitse zakenlieden. Dat jaar verkreeg het bedrijf ook een notering aan de New York Stock Exchange.
In 1965 nam het bedrijf de Blue Water Drilling Corporation over dat over het afzinkbare boorplatform Blue Water No. 2 beschikte aan de westkust, met een tweede in aanbouw voor de oostkust waar een jaar daarvoor de Blue Water Rig No. 1 was vergaan. Deze was eerder omgebouwd tot halfafzinkbaar platform (semi), de eerste in zijn soort. In 1968 kwam de Santa Fe Mariner 1 in de vaart volgens een geheel nieuw ontwerp, de eerste semi waarbij de kolommen op pontons waren geplaatst. Er werden daarna nog twee semi's volgens hetzelfde ontwerp opgeleverd. Deze divisie werd Santa Fe Marine genoemd en om de aparte divisies beter te kunnen beheren werd Santa Fe Drilling Company in 1968 omgedoopt in Santa Fe International Corporation met Santa Fe Drilling Company als dochteronderneming.
In 1967 werd J.H. Pomeroy and Company overgenomen, een ingenieursbureau en aannemer in San Francisco, en Santa Fe-Pomeroy genoemd. In 1971 werd dit Santa Fe Engineering and Construction Company, later Santa Fe Offshore Construction Company.
In 1968 werd het Britse North Sea Marine Engineering Construction (Norsmec) overgenomen en daarmee ook de jackup die nog gebouwd werd. Deze Norsmec 1 werd daarna Britannia genoemd.
De politieke reactie op de olieramp van Santa Barbara in 1969 maakte dat er voor de kust van Californië niet meer geboord werd, wat ook betekende dat de Blue Water No. 2 zonder werk zat. Dit deed Santa Fe besluiten zich meer op het buitenland te richten en het verkocht in 1971 acht landboortorens in Californië. In 1972 beschikte het over 46 landboortorens en 13 platforms op zee, met nog twee in bestelling.
In 1971 bevond het hoofdkantoor van Santa Fe Drilling zich nog in Santa Fe Spring, terwijl Santa Fe International in Los Angeles zat en Santa Fe-Pomeroy in San Francisco. Dat jaar verhuisden alle drie naar Orange in Californië.
In 1973 werd op de Noordzee het Thistle-veld ontdekt dat deels van de Halibut Group was waarin Santa Fe deelnam. Hoewel het een deel van de hand moest doen om de enorme ontwikkelingskosten te kunnen dragen, leverde het een belangrijk aandeel aan de winst, vooral na de stijging van de olieprijs na de oliecrisis van 1979. In 1975 keerde het terug naar de Verenigde Staten, waar ook het deelnam in enkele olievelden.
In 1980 nam Santa Fe C.F. Braun over, ook een ingenieursbureau. Santa Fe vestigde dat jaar het hoofdkantoor in dat van C.F. Braun in Alhambra in Californië.
In 1978 ging het Koeweitse aandeel in Kuwait Drilling Company over naar Contracting and Marine Services (CMS). De lange contacten met Koeweit, de winstgevendheid en de technische kennis maakten Santa Fe een aantrekkelijke kandidaat toen het in 1980 gevormde Kuwait Petroleum Corporation (KPC) naar bedrijven zocht om over te nemen. In 1981 vond deze overname plaats. In 1982 zette de olieprijs echter een langzame daling in door de deregulering van de olieprijs in de Verenigde Staten door Ronald Reagan, waardoor investeringen afnamen. Eind 1985 werd dit gevolgd door een scherpe daling nadat Saoedi-Arabië zijn rol als swing-producent opgaf. Daarbij sloot minister van Binnenlandse Zaken James G. Watt Santa Fe uit van concessieblokken op land vanwege de Koeweitse eigenaar, omdat Amerikaanse bedrijven benadeeld waren tijdens nationalisaties van de olie-industrie in Koeweit in de jaren 1970.
Twee jaar later werd de beslissing in de rechtszaal teruggedraaid, maar het maakte duidelijk dat het Koeweitse eigendom politiek gevoelig lag. Daar vond een deel al van het begin dat er te veel was betaald voor Santa Fe. Toen de winsten begonnen te dalen en zelfs verliezen werden, verbeterde dat niet. Daarbij kwam dat C.F. Braun weinig ervaring in het buitenland had en grote moeite had om zich aan de nieuwe situatie aan te passen. In de Verenigde Staten had het een positie verworven waarin het de klanten voor het uitkiezen had. Het miste de flexibiliteit om de klant mee te laten denken en kon op de open internationale markt niet scherp aanbieden door de hoge kosten en salarissen. Dit alles kwam naar voren tijdens de ombouw van de Mina Abdullah-raffinaderij. Santa Fe zelf was vanaf vrijwel het begin gewend om internationaal te werken en paste zich aan elke nieuwe situatie aan. Zowel KPC als Santa Fe wilden uiteindelijk af van C.F. Braun en in 1989 werd het verkocht aan Brown & Root.
In 1985 nam Santa Fe Keydril over van Gulf Oil en voegde dat samen met het in 1982 overgenomen Andover Oil. Daarmee verkreeg het negen jackups en een semi.
De belangen op de Noordzee, waaronder die in het Thistle-veld, werden in 1989 ondergebracht in Santa Fe Exploration (SFX).
In de moeilijke offshoremarkt zocht Santa Fe naar een niche om zich te onderscheiden en vond deze in het boren in moeilijke gebieden. Het liet daartoe in 1991 de jackup Galaxy I bouwen door Keppel FELS. In 1998 werd deze gevolgd door de Galaxy II en in 1999 de Galaxy III. Rond die tijd werd ook de Santa Fe Rig 180 opgeleverd, de grootste boortoren op land in het Midden-Oosten.
In 1993 werd het hoofdkantoor verplaatst van Alhambra naar Dallas in Texas. In 1997 werd Santa Fe deels naar de beurs gebracht, wat in 2000 uitgebreid werd. In 2001 fuseerde Santa Fe met Global Marine tot GlobalSantaFe dat in 2007 zou fuseren met Transocean.

## Constructie

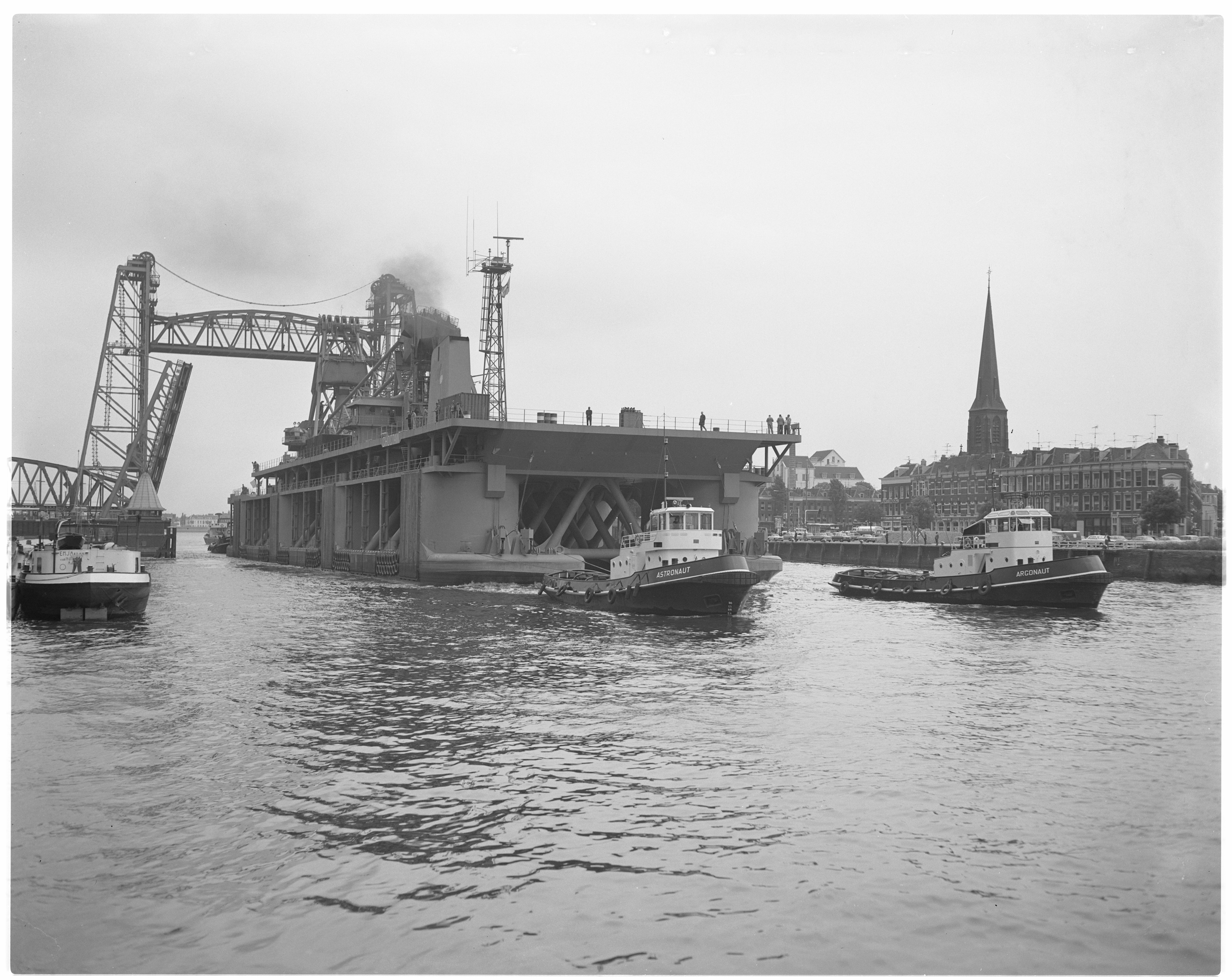
De Choctaw I passeert de Hefbrug en de Koninginnebrug tijdens het verhalen van Van der Giessen-de Noord naar IHC Gusto

Met de overname van Pomeroy in 1967 trad Santa Fe toe tot constructie. In 1969 werd de Choctaw I opgeleverd, de eerste halfafzinkbare pijpenlegger. In volgde 1974 de grotere Choctaw II. Beiden waren tegelijkertijd ook een kraanschip. Daarnaast werd in 1969 de Cherokee opgeleverd. Aanvankelijk als volledig kraanponton ontworpen, werd nog tijdens de bouw een pijpenleghelling toegevoegd.
In 1973 nam Santa Fe het reel-lay-schip Fluor R.B. 2 over van Fluor Ocean Services en doopte het om naar Chickasaw. In 1975 verbrak de Chickasaw als eerste reelschip de 1000-voetgrens. Dit was onderdeel van een test door negen olie- en pijpleidingbedrijven. In 1979 werd de Apache opgeleverd dat een verticaal reel-systeem had, in tegenstelling tot het horizontale systeem op de Chickasaw. Het was de eerste pijpenlegger met een dynamisch positioneringssysteem.
In 1977 werd een belang van 75% genomen in Viking Jersey Equipment dat de halfafzinkbare pijpenlegger Viking Piper beheerde. In 1981 ging dit schip over naar McDermott.
In 1989 werd de Santa Fe Offshore Construction Company overgenomen door Stena Offshore.

## Vloot
| Naam                                   | Type                                                               | Ontwerp                           | Werf                                    | Jaar              | IMO-nummer |
| -------------------------------------- | ------------------------------------------------------------------ | --------------------------------- | --------------------------------------- | ----------------- | ---------- |
| Blue Water No. 2                       | Afzinkbaar en halfafzinkbaar boorplatform                          | Blue Water Rig No. 1              | Kaiser Steel Richmond, 3                | juni 1964         | 8750405    |
| Blue Water No. 3                       | Afzinkbaar en halfafzinkbaar boorplatform                          | Blue Water Rig No. 1              | Levingston Shipbuilding, 657            | mei 1966          | 8750417    |
| Blue Water No. 4                       | Afzinkbaar en halfafzinkbaar boorplatform                          | Blue Water Rig No. 1              | Levingston Shipbuilding, 714            | oktober 1974      | 8750429    |
| Britannia                              | Jackup                                                             | Breit & Garcia D-221              | Norsmec, 1                              | 1 juli 1968       | 8750560    |
| Santa Fe Mariner 1                     | Halfafzinkbaar boorplatform                                        | Santa Fe Mariner 1                | Levingston Orange, 671                  | 10 mei 1968       | 8754803    |
| Santa Fe Mariner 2                     | Halfafzinkbaar boorplatform                                        | Santa Fe Mariner 1                | Levingston Port Arthur, 708             | april 1973        | 8767214    |
| Santa Fe Mariner 3                     | Halfafzinkbaar boorplatform                                        | Santa Fe Mariner 1                | Tacoma Boat                             | 1 april 1976      | 8754815    |
| Rey del Lago (Rig 87)                  | Boorponton                                                         |                                   | Gulfport Shipbuilding, 730              | 26 maart 1971     | 8754384    |
| Reina del Lago (Rig 88)                | Boorponton                                                         |                                   | Gulfport Shipbuilding, 731              | 29 april 1971     |            |
| Santa Fe Rig 103                       | Jackup                                                             | LeTourneau 52-C                   | Marathon LeTourneau Singapore, 76       | 1 augustus 1974   | 8754827    |
| Santa Fe Rig 105                       | Jackup                                                             | LeTourneau 52-C                   | Marathon LeTourneau Singapore, 78       | mei 1975          | 8754839    |
| Southern Cross                         | Halfafzinkbaar boorplatform                                        | Southern Cross                    | Evans Deakin and Company                | 1976              | 7393195    |
| Key Biscayne                           | Jackup                                                             | LeTourneau 52                     | Marathon LeTourneau, 63                 | augustus 1972     | 8766961    |
| Key West                               | Jackup                                                             | LeTourneau 53                     | Marathon LeTourneau, 64                 | november 1973     | 8750156    |
| Key Victoria                           | Jackup                                                             | LeTourneau 80                     | Marathon LeTourneau Clydebank, 80       | 1 oktober 1974    | 8752178    |
| F. G. McClintock                       | Jackup                                                             | LeTourneau 64                     | Marathon LeTourneau Singapore, 77       | maart 1975        | 8751239    |
| Aleutian Key                           | Halfafzinkbaar boorplatform                                        | Friede & Goldman Pacesetter       | Mitsui                                  | maart 1976        | 8750091    |
| Key Gibraltar                          | Jackup                                                             | LeTourneau 84                     | Marathon LeTourneau Clydebank, 92       | februari 1976     | 8752128    |
| Key Largo                              | Jackup                                                             | LeTourneau 84                     | Marathon LeTourneau, 93                 | mei 1976          | 8752142    |
| Galveston Key                          | Jackup                                                             | LeTourneau 116-S                  | Marathon LeTourneau, 126                | juli 1978         | 8751241    |
| Key Manhattan                          | Jackup                                                             | LeTourneau 116-C                  | Marathon LeTourneau, 158                | december 1980     | 8752154    |
| Key Singapore                          | Jackup                                                             | LeTourneau 116-C                  | Marathon LeTourneau Singapore, 174      | maart 1982        | 8752166    |
| Santa Fe Rig 124                       | Jackup                                                             | MODEC 200 C-45                    | Kanrei Shipbuilding, S-157              | 1 december 1980   | 8754841    |
| Santa Fe Rig 127                       | Jackup                                                             | Friede & Goldman L-780            | China Shipbuilding Corporation, 0193    | 1 augustus 1981   | 8754853    |
| Santa Fe Rig 132 (Orinoco I)           | Boorponton                                                         |                                   |                                         |                   |            |
| Santa Fe Rig 134                       | Jackup                                                             | Friede & Goldman L-780            | China Shipbuilding Corporation          | 1982              | 8754889    |
| Santa Fe Rig 135                       | Halfafzinkbaar boorplatform                                        | Friede & Goldman Pacesetter       | DSME, 3003                              | 1983              | 8754891    |
| Santa Fe Rig 136                       | Jackup                                                             | Friede & Goldman L-780            | China Shipbuilding Corporation, 0210    | 1 september 1982  | 8754906    |
| Santa Fe Rig 140                       | Halfafzinkbaar boorplatform                                        | Friede & Goldman Pacesetter       | DSME, 3004                              | 1983              | 8754918    |
| Santa Fe Rig 141                       | Jackup                                                             | LeTourneau 82-SD-C                | Marathon LeTourneau, 192                | oktober 1982      | 8754920    |
| Key Bermuda                            | Jackup                                                             | Mitsui                            | Mitsui Engineering & Shipbuilding       | 1980              | 8752116    |
| Key Hawaii                             | Jackup                                                             | Mitsui JC-300                     | Mitsui Engineering & Shipbuilding, F560 | 1 oktober 1983    | 8752130    |
| Parameswara                            | Jackup                                                             | Baker Marine Corporation, BMC 300 | Promet Private Limited, P1094           | 1 januari 1983    | 8753500    |
| Santa Fe Monarch                       | Jackup                                                             | Friede & Goldman L-780            | Keppel FELS                             | 1986              | 8752623    |
| Santa Fe Monitor                       | Jackup                                                             | Friede & Goldman L-780            | Keppel FELS, B-218                      | 1 oktober 1989    | 8762616    |
| Santa Fe Magellan                      | Jackup                                                             | Friede & Goldman L-780            | Keppel FELS, B-225                      | 1 september 1992  | 8762630    |
| Compact Driller                        | Jackup                                                             | LeTourneau 116-C                  | Marathon LeTourneau, 216                | maart 1992        | 8762848    |
| Galaxy I                               | Jackup                                                             | Friede & Goldman L-780            | Keppel FELS, B-221                      | 1 augustus 1991   | 8762587    |
| Galaxy II                              | Jackup                                                             | Friede & Goldman L-780            | Keppel FELS                             | 1998              | 8764107    |
| Galaxy III                             | Jackup                                                             | Friede & Goldman L-780            | Keppel FELS, B-245                      | 17 september 1999 | 8764119    |
| Choctaw I, vanaf 1983 Santa Fe Rig 130 | Halfafzinkbare pijpenlegger en kraanschip, vanaf 1983 boorplatform | Choctaw I                         | Van der Giessen-de Noord, 867           | juli 1969         | 7019476    |
| Cherokee                               | Kraanponton en pijpenlegger                                        |                                   | Todd Shipyards, 549                     | mei 1969          | 8758653    |
| Choctaw II                             | Halfafzinkbare pijpenlegger en kraanschip                          | Choctaw II                        | Blohm + Voss, 883                       | 26 april 1974     | 7324821    |
| Chickasaw                              | Pijpenlegger                                                       |                                   | Todd Shipyards, Galveston, 555          | 20 maart 1970     | 8758665    |
| Apache                                 | Pijpenlegger                                                       |                                   | Todd Shipyards, Galveston, 56           | juni 1979         | 7723613    |